# Kenny Dorham
McKinley Howard "Kenny" Dorham (30. august 1924 i Fairfield, Texas – 5. december 1972 i New York, USA) var en amerikansk trompetist, komponist og sanger.
Dorham hører til i bebopstilen, og han har spillet og indspillet med Charlie Parker, Art Blakey, Thelonius Monk, Sonny Rollins, Max Roach, Jackie McLean, Joe Henderson, Tony Williams, Tadd Dameron, Benny Golson og Andrew Hill.
Han blev senere mere blød og rund i sin trompet stil, og blev også inspireret af den latin amerikanske musik , hvor hans inspiration til han egen komposition Blue Bossa viser sig tydeligt. 
Dorham indspillede en del plader i eget navn.

## Udvalgt Diskografi
I eget Navn
- Kenny Dorham Quintet
- Afro-Cuban
- Quiet Kenny
- Whistle Stop
- Matador
- Una Mas
- Trompetta Toccata

Som Sideman
- the Jazzmessengers at the Café Bohemia vol 1 og 2. – Art Blakey
- Page One – Joe Henderson
- Our Thing – Joe henderson
- In ´n out – Joe Henderson
- Moving Out – Sonny Rollins
- Jazz in 3/4 Time – Max Roach
- Genius in Modern Music vol 2 – Thelonius Monk
- Vertigo- Jackie McLean
- Point Of Departure – Andrew Hill
- The Modern Touch – Benny Golson
- Fontainebleau – Tadd Dameron